# Hollywood Canteen
Hollywood Canteen (bra: Um Sonho em Hollywood) é um filme musical estadunidense de 1944, do gênero comédia romântica, dirigido e escrito por Delmer Daves, e estrelado por Joan Leslie, Robert Hutton e Dane Clark, além de apresentar muitas estrelas (aparecendo como elas mesmas) em participações especiais.

## Sinopse
Dois combatentes, Slim Green (Robert Hutton) e Sargento Nowland (Dane Clark), estão de licença médica e resolvem passar algumas noites se divertindo no Hollywood Canteen antes de voltar à ativa na Nova Guiné. Slim se torna o milionésimo soldado a desfrutar do clube e, consequentemente ganha um encontro com Joan Leslie. Nolan, o outro soldado, ganha uma dança com Joan Crawford. Os fundadores do clube, Bette Davis e John Garfield, dão palestras sobre a história de seu surgimento e servem de cupidos para os romances que aparecem. Os soldados desfrutam de uma variedade de números musicais realizados por uma série de estrelas e comediantes de Hollywood, como Jack Benny e seu violino.

## Elenco
- Joan Leslie como Ela mesma
- Robert Hutton como Slim Green
- Dane Clark como Sargento Nolan

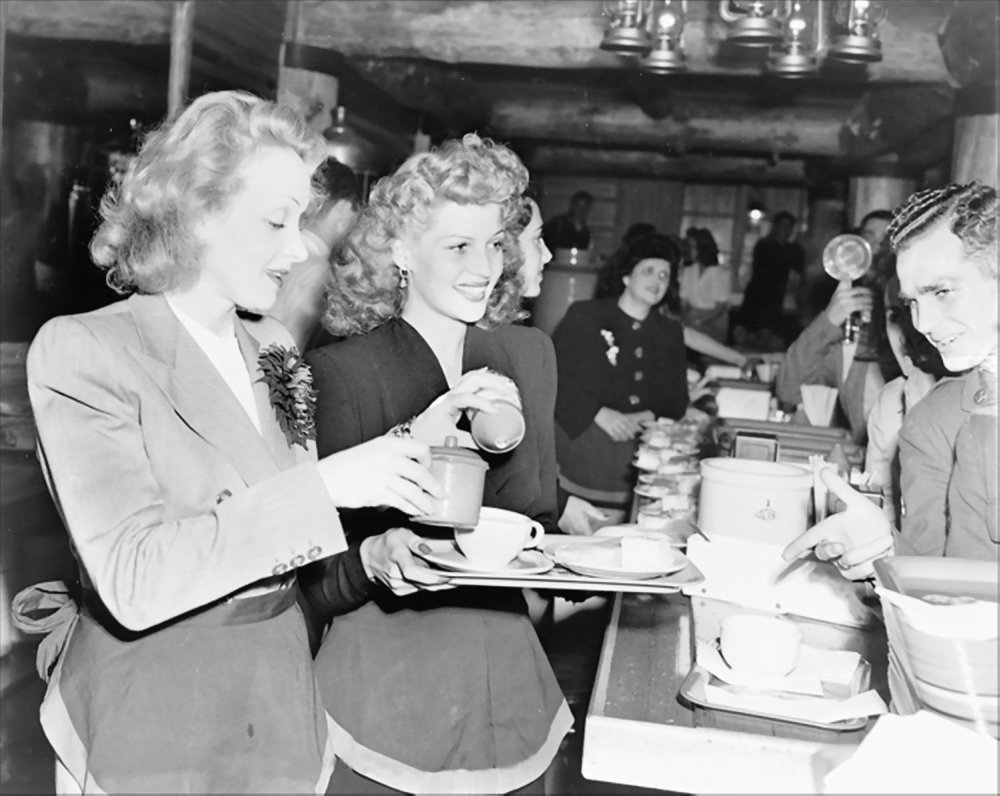
Criado em 1942 por Bette Davis e John Garfield, o clube visava dar aos soldados alguma diversão antes de partirem para a guerra. Até 1945, quando fechou, o clube entreteve cerca de 3 milhões de soldados.

O cenário do filme é no Hollywood Canteen, um clube de entretenimento gratuito aberto para militares. O clube foi criado como um reforço moral para soldados que partiriam para a guerra, e foi criado pelas estrelas Bette Davis e John Garfield durante a Segunda Guerra Mundial.
Com participações de:
- Bette Davis
- Andrews Sisters
- Jack Benny
- Joe E. Brown
- Eddie Cantor
- Kitty Carlisle
- Jack Carson
- Joan Crawford
- Faye Emerson
- Sydney Greenstreet
- Alan Hale, Sr.
- Paul Henreid
- Peter Lorre
- John Garfield
- Ida Lupino
- Dorothy Malone
- Dennis Morgan
- Janis Paige
- Eleanor Parker
- Roy Rogers
- S. Z.  Sakall
- Zachary Scott
- Alexis Smith
- Barbara Stanwyck
- Jane Wyman
- Jimmy Dorsey

## Números musicais
1. "Hollywood Canteen" – cantada pelas Andrews Sisters durante os créditos.
2. "What Are You Doin' the Rest of Your Life" de Ted Koehler e Burton Lane – cantada e dançada por Jack Carson e Jane Wyman com Jimmy Dorsey e sua Orquestra.
3. "The General Jumped at Dawn" de Jimmy Mundy[8] – cantada pelo quarteto Golden Gate.
4. "We're Having a Baby" de Vernon Duke and Harold Adamson – cantada por Eddie Cantor e Nora Martin com Jimmy Dorsey e sua Orquestra.
5. "Tumblin' Tumbleweeds" – cantada por Sons of the Pioneers.
6. "Don't Fence Me In" de Cole Porter – cantada por Roy Rogers com Sons of the Pioneers.
7. "Gettin' Corns For My Country" – cantada pelas Andrews Sisters com Jimmy Dorsey e sua Orquestra.
8. "Don't Fence Me In" (reprise) – cantada por Roy Rogers e depois pelas Andrews Sisters com Jimmy Dorsey e sua Orquestra.
9. "You Can Always Tell a Yank" de Yip Harburg e Burton Lane – cantada por Dennis Morgan e Coral com Jimmy Dorsey e sua Orquestra, depois contada por Joe E. Brown com Coral.
10. "Sweet Dreams, Sweetheart" – cantada por Joan Leslie (dublada por Sally Sweetland) e Coral.
11. "Ballet in Jive" – dançada por Joan McCracken e Coral.
12. "The Bee" de François Schubert – tocada por Joseph Szigeti.
13. "The Souvenir" – tocada por Joseph Szigeti e Jack Benny.
14. "Voodoo Moon" – tocada por Carmen Cavallaro e sua Orquestra.
15. "Dance" – dançada por Antonio & Rosario.
16. "Sweet Dreams, Sweetheart" (reprise) – cantada por Kitty Carlisle.

## Produção
A produção do filme começou em 1943, antes de ser interrompida por causa das disputas salariais da Screen Actors Guild com a Warner Bros. sobre o valor que as grandes estrelas seriam pagas, mesmo que suas participações fossem breves. Os locais de filmagem incluíram Sunset Strip, Bel Air e o Hospital de Administração de Veteranos de Los Angeles, todos na Califórnia.
O filme é mais um esforço de guerra, e procura retratar o clube homônimo que tinha como objetivo levantar o espírito e a moral dos soldados aliados enquanto estavam de passagem por Hollywood. Mero entretenimento na época em que foi produzido, hoje em dia foi considerado "um pedaço nostálgico fascinante da década de 1940 e um interessante documento sociológico".
O elenco é formado prioritariamente pelos artistas sob contrato do estúdio, que apareceram em pequenas aparições com seus próprios nomes. Muitas pessoas envolvidas com a produção doaram seus salários para o clube.

## Recepção
O filme recebeu críticas mistas dos críticos. A Variety observou: "Não há uma marquise grande o suficiente para conter todos os nomes no filme, então como perder? Além disso, tudo é basicamente sólido. Tem história, coesão e coração". Kate Cameron, do Daily News, comentou: "É um espetáculo elaborado, mas é apresentado pelo autor-diretor Delmar Daves de uma maneira tão paternalista que te faz corar por sua total falta de discrição em elogiar Hollywood".
Os segmentos mais listados pela crítica como um dos melhores incluem a versão country de "Don't Fence Me In", cantada por Roy Rogers enquanto Cole Porter, Jack Benny, Joseph Sziget, Peter Lorre e Sydney Greenstreet riem, e Eddie Cantor cantando "We're Having a Baby".
Apesar de ter uma história escassa, criada pelo diretor Delmer Daves, o filme conseguiu arrecadar uma fortuna para a época, se tornado o campeão de bilheteria da Warner Bros. naquele ano.

### Bilheteria
De acordo com os registros da Warner Bros., o filme arrecadou US$ 3.831.000 nacionalmente e US$ 1.621.000 no exterior, totalizando US$ 5.452.000 mundialmente. O estúdio doou 40% da venda de ingressos para o verdadeiro clube Hollywood Canteen.

## Prêmios e indicações
| Ano  | Cerimônia | Categoria              | Indicado                                                | Resultado |
| ---- | --------- | ---------------------- | ------------------------------------------------------- | --------- |
| 1945 | Oscar     | Melhor mixagem de som  | Nathan Levinson                                         | Indicado  |
| 1945 | Oscar     | Melhor canção original | M. K. Jerome & Ted Koehler ("Sweet Dreams, Sweetheart") | Indicado  |
| 1945 | Oscar     | Melhor trilha sonora   | Ray Heindorf                                            | Indicado  |